# Neviusia

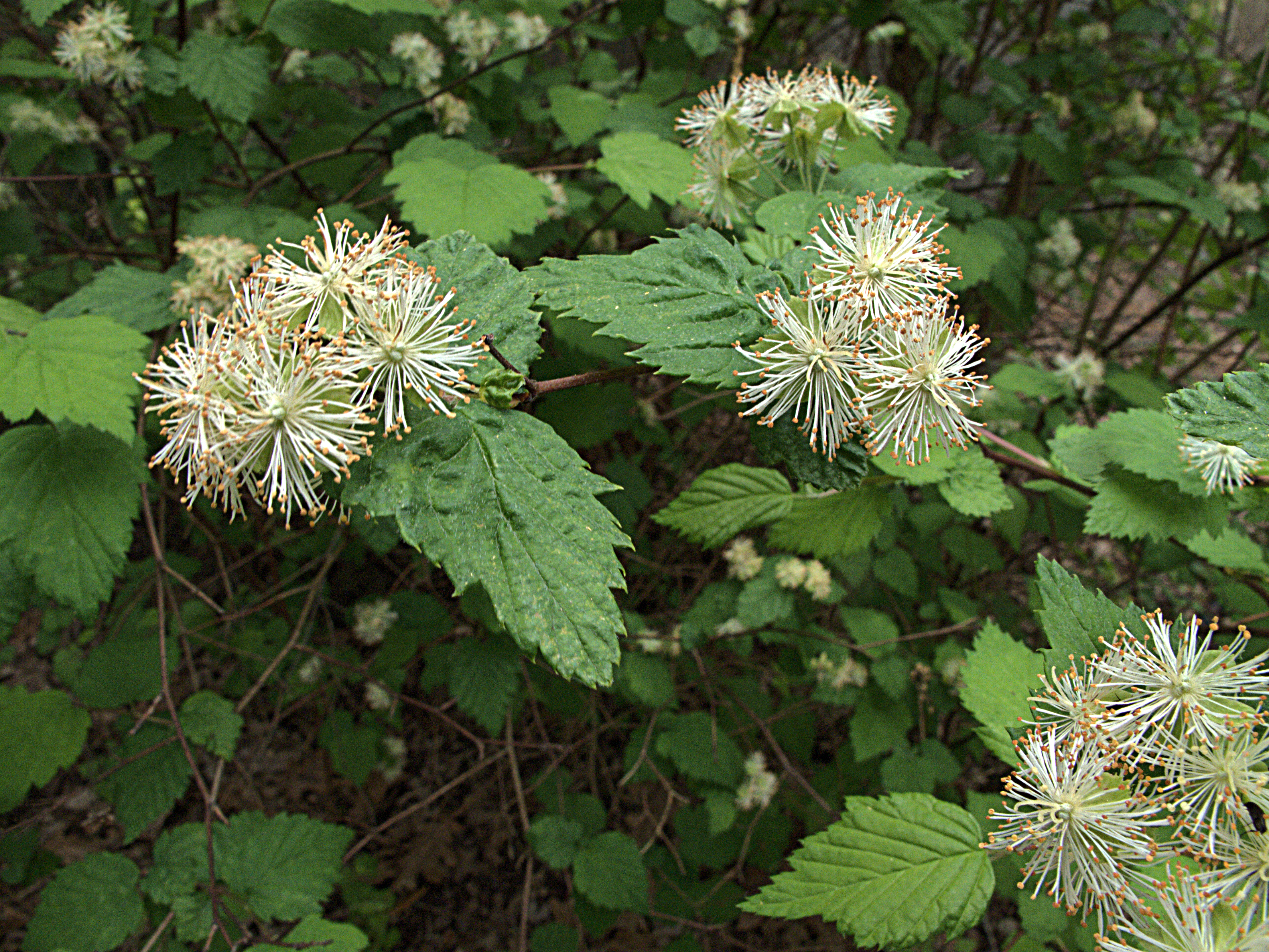
Neviusia cliftonii

Neviusia – rodzaj roślin z rodziny różowatych. Obejmuje dwa gatunki występujące w południowo-zachodniej (N. cliftonii) i południowo-wschodniej (N. alabamensis) części Stanów Zjednoczonych. Nazwa upamiętnia Reubena Dentona Neviusa (1827–1913), botanika-amatora. N. alabamensis uprawiany jest jako krzew ozdobny.

## Morfologia
PokrójKrzewy osiągające od 0,6 do ponad 3 m wysokości, zwykle z kilkoma prosto wzniesionymi i szorstko owłosionymi pędami. Kora na starszych pędach (w dolnej części pędów) szara, na młodszych pędach czerwonobrązowa. Krótkopędów i cierni brak.
LiścieZimotrwałe, ale po zimie opadające. Skrętoległe, ogonkowe i wsparte trwałymi przylistkami. Przylistki mają kształt równowąski do szydlastego, na brzegu są piłkowane. Blaszka jest jajowata, jajowato-lancetowata do sercowatej, o długości do 2–9 cm, na brzegu nierówno piłkowana i płytko wcinana (N. cliftonii) lub podwójnie piłkowana (N. alabamensis), na powierzchni bywa szorstko owłosiona.
KwiatyZebrane po 2–10 w szczytowe podbaldachy. Podsadek brak, ale wyrastające na szypułkach kwiaty wsparte są przysadkami. Hypancjum jest płaskie, osiąga 3 mm średnicy. Pięć działek kielicha jest rozpostartych lub odgiętych. Mają one kształt lancetowaty, eliptyczny do jajowatego. Płatków korony brak (N. alabamensis) lub rzadko są obecne w liczbie jednego lub dwóch (N. cliftonii). Pręcików jest od ponad 50 (N. cliftonii) do ponad stu (N. alabamensis). Mają podobną długość jak działki. Owocolistki są gęsto, szczecinkowato owłosione i jest ich od dwóch do 6.
OwoceZbiorowe, składające się z 2–6 gęsto, szczecinkowato owłosionych niełupek, osadzonych ma trwałym hypancjum i wspartych trwałymi działkami kielicha.

## Systematyka
Rodzaju z plemienia Kerrieae Focke w obrębie podrodziny Amygdaloideae Arnott w rodzinie różowatych Rosaceae.
Wykaz gatunków
- Neviusia alabamensis A.Gray
- Neviusia cliftonii Shevock, Ertter & D.W.Taylor